# Мікеле Джузеппе Альбіні
Мікеле Джузеппе Альбіні (італ. Michele Giuseppe Albini, 20 вересня 1780, Вільфранш-сюр-Мер - 31 липня 1859, Споторно) - італійський адмірал та політик.

## Біографія
Мікеле Джузеппе Альбіні народився 20 вересня 1780 року у місті Віллафранка поблизу Ніцци. У юному віці вступив на службу у військово-морські сили Сардинського королівства. Ніс службу на борту фрегата «Альчесте» брав участь в облозі Тулона у 1793 році. У 1794 році потрапив у полон, коли фрегат «Альчесте» був захоплений французами.
У 1803 році отримав звання молодшого лейтенанта. У 1804 році командував шебекою «Вітторіо Емануеле» під час кампанії проти берберських корсарів. У 1808 році, командуючи кораблем «Бенвенуто» під час проведення картографічних досліджень Сардинії, захопив піратський корабель біля мису Бон. Пізніше, командуючи шебекою «Карлофорте», у 1810 році захопив французький піратський корабель, а у 1811 - два берберські торгові кораблі. У 1812 році отримав звання лейтенанта, у 1815 році - старшого лейтенанта і незабаром капітана III рангу
Отримавши звання капітана II рангу, командував корветом «Аурора». У 1830 році діяв у водах поблизу Тунісу. У 1832 році командував фрегатом «Коммерчо ді Дженова», протягом 1839-1840 років - фрегатом «Реджина». У 1838 році отримав звання контрадмірала. У 1848 році призначений сенатором Сардинського королівства.
З початком Першої війни за незалежність Італії командував ескадрою, яка вирушила в Адріатичне море для допомоги Венеції. Після поразки у битві під Новарою евакуював загони п'ємонтців з Венеції.
У 1850 році отримав звання віцеадмірала та титул графа. Ніс службу у Генеральному штабі флоту. У 1858 році був обраний президентом Італійського географічного товариства.
Помер 31 липня 1859 у Споторно.

### Приватне життя
Мікеле Джузеппе Альбіні був одружений з Раффаелою д'Орнано (італ. Raffaella D'Ornano),  родичкою наполеонівського генерала Філіппа Антуана д'Орнано. У шлюбі народилось 6 дітей. Двоє його синів, Джован Баттіста та Аугусто, обрали військову кар'єру та дослужились до звання адмірала.

## Нагороди

### Італійські
- Великий офіцер Савойського військового ордена
- Офіцер Савойського військового ордена
- Великий офіцер Ордена Святих Маврикія та Лазаря
- Командор Ордена Святих Маврикія та Лазаря
- Кавалер Ордена Святих Маврикія та Лазаря
- Командор Ордена Корони Італії
- Офіцер Ордена Корони Італії
- Кавалер Савойського цивільного ордена
- Маврикіанська медаль заслуг за 10 п'ятиліть бездоганною військової кар'єри

### Іноземні
- Командор Ордена Дубового вінця (Люксембург)
- Командор Ордена Ізабелли Католички (Іспанія)
- Кавалер Ордена святого Григорія Великого (Ватикан)
- Кавалер Ордена Святого Станіслава 1 ступеня (Російська імперія)
- Кавалер Ордена Меджида 5 ступеня (Османська імперія)